# 全国真相与和解日
全国真相与和解日（英語：National Day for Truth and Reconciliation，法語：，通称橙衣日是每年9月30日纪念加拿大印地安人寄宿學校系統遇难学生的法定节假日。该节日于2013年设立，原称“橙衣日”，用来提醒大家注意一个世纪以来寄宿学校系统对原住民群体所造成的影响。当时该教育体系被认定为文化灭绝，危害持续到今日。
活动标志橙色衬衫出自寄宿学校幸存者菲丽斯·杰克·韦伯斯塔德的回忆：她当时带去上学的私人衣物中有一件橙色衬衫，这件衣服在开学第一天被人没收，没还给她。因此，橙色衬衫成了寄宿学校强迫同化原住民儿童的标志。
2021年，受加拿大原住民寄宿學校舊址發現墳墓事件影响，加拿大政府正式将该日定为法定假日，联邦政府及私人企业雇员依照《加拿大劳工法》放假一天。不列颠哥伦比亚省、曼尼托巴省、新斯科舍省、爱德华王子岛省和西北地区将也该日列入地区劳动法，兹作纪念。

## 背景

### 印第安人寄宿学校
加拿大联邦化后不久，新成立的加拿大国继承了官方与第一民族签订的条约。首相约翰·亚历山大·麦克唐纳看到他所面对的国家有着不同的文化和身份，便想要打造全新的加拿大身份，团结整个国家，延续香火。麦克唐纳计划将第一民族吸收到加拿大整个人口之中，以期消灭他们的文化。1878年，他委托律师尼古拉斯·弗拉德·戴文写报告介绍美国的印第安人寄宿学校。一年后，戴文的报告出炉，认为只有寄宿学校才能将原住民儿童与他们的家长及文化分离开，让他们在国家中“兼并迷失”。戴文认为政府应该和基督教会合作开办学校。

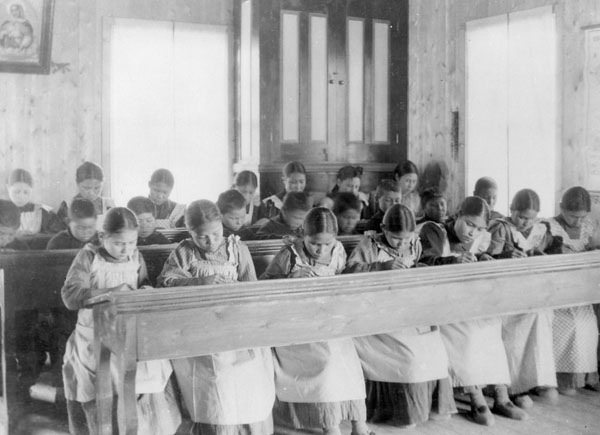
寄宿学校的目的是消灭原住民的语言和文化，让他们改说英语或法语，改信基督教。图为西北地区的协议堡（Fort Resolution）。

从1883年开始，政府开始在全加拿大开设印第安人寄宿学校，这些学校不仅主要由罗马天主教会和圣公会运营，加拿大联合教会、循道宗教会和长老宗教会参与运营。由于儿童与家长分开的工作遭到抵制，政府于1894年强制原住民儿童上学，派出皇家加拿大骑警到保护区抓儿童去寄宿学校。家长想从学校接走孩子，政府则设立通行证制度，禁止未向印第安部门申请“通行证”的原住民离开保护区 。
学校缺乏运营资金，条件简陋，结核病滋生。寄宿制度存在一个多世纪的过程中，大约15万名儿童在全国各地的学校寄宿。据加拿大真相与和解委员会介绍，大约3200名儿童死在寄宿学校，死亡率2.1%。然而，委员会主席默里·辛克莱法官后来称，他们只把记录在案的死亡儿童计算在内，实际死亡人数可能高达6000人。
大多数有记录的学生死亡事件在1950年代前发生，死因多数为结核病，是当时全加拿大儿童的常见死因。但也有其他死因，包括其他疾病、火灾、意外、溺水及冻死，部分案件在逃离学校的过程中发生。部分寄宿学校有长达数年的疫情，死亡率约在30%或以上。总体上看，寄宿学校的死亡率远比全体加拿大儿童的死亡率高。因为学校时常拒绝提供医疗保健或援助，许多学生疏于照顾而死。有些案件中，学校职员到了第二天才开始费心寻找失踪的儿童。

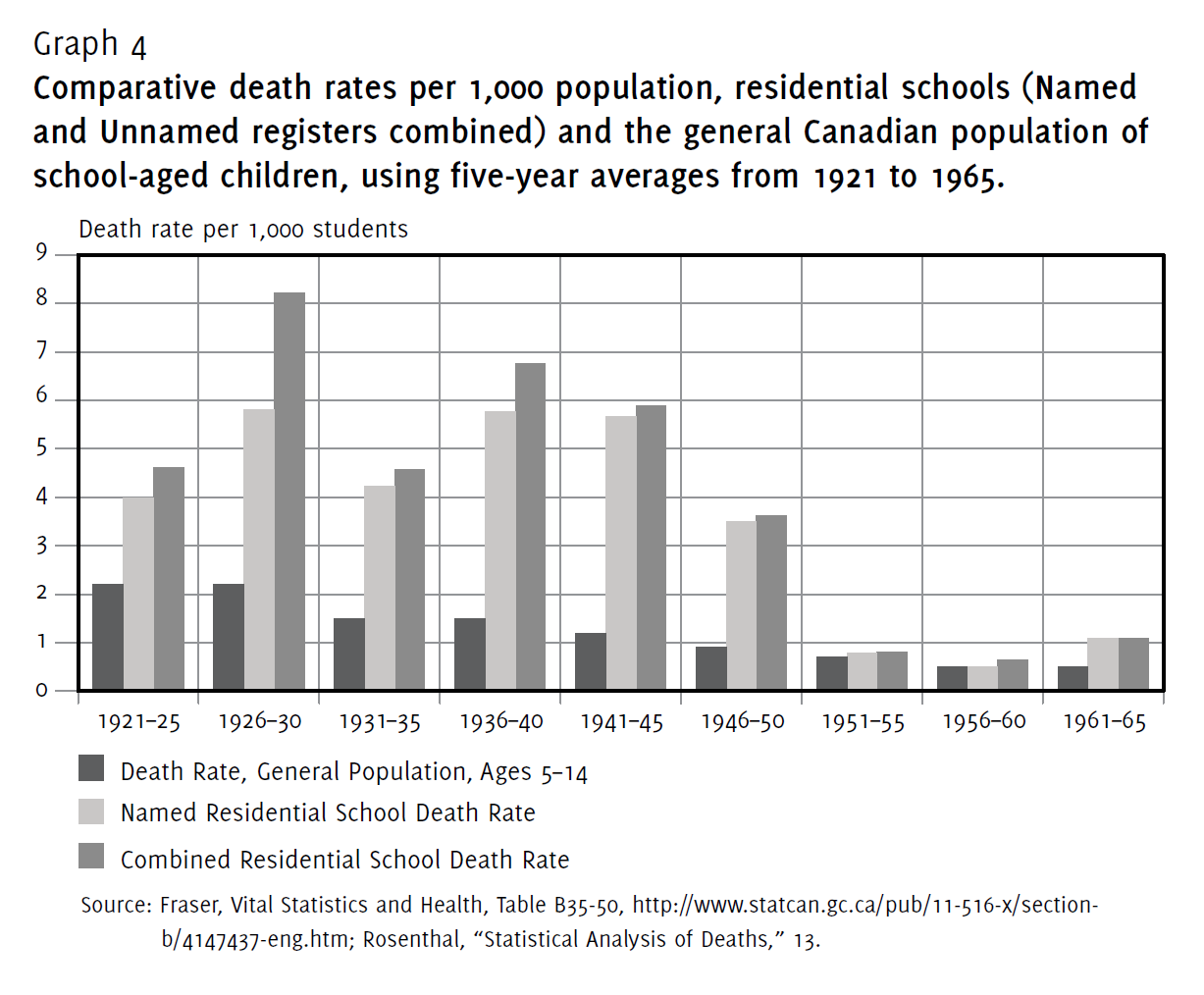
1921年至1965年加拿大适龄原住民儿童每千人死亡率

1907年，彼得·布莱斯向印第安事务部（Department of Indian Affairs）通报结核病疫情下寄宿学校死亡率高的情况。布莱斯向记者透露报告内容，引起全国各地出现改革呼声。尽管公众强烈抗议，布莱斯的提议还是在很大程度上被忽视。1913年至1932年任印第安事务部副部长的邓肯·坎贝尔·斯科特曾在1910年支持同化政策：“明白人都知道，印第安儿童住学校的时候挤在一起，从而失去对疾病的天然抵抗力，所以他们的死亡率比在乡下的时候高很多，但这一个原因不足以让旨在最终解决印第安人问题的部门转变政策。”1914年，他补充道：“欢迎各界批评寄宿学校系统。儿童在入学阶段没有得到足够的重视。众所周知，印第安人容易感染结核病，这导致学生的死亡率非常高。”
许多学校没将学生死亡的事情告诉他们的家长，直接将死亡学生埋在没有标记的坟墓中。记录在案的死亡案件中，有三分之一的死亡学生没有名字记录。性虐待在许多学校非常普遍，学生经常被迫给学校打工赚钱。许多学生因为说土著语言被打。
到1950年代，政府开始放松对第一民族的监管，陆续关停寄宿学校。1969年，政府从教会手中收走寄宿学校的控制权。到了1980年代，只有几间学校照常教学，最后一间学校于1996年停办。

### 真相与和解
1986年，加拿大联合教会就在寄宿学校制度中扮演的角色致歉。1992年，圣公會隨之道歉，之后部分天主教机构也陆续道歉。2009年，本笃十六世对寄宿学校幸存者的经历感到悲痛，但罗马天主教会未正式就在寄宿学校制度中发挥的作用道歉。2017年，加拿大首相賈斯汀·杜魯多要求教宗方济各道歉。
1991年，皇家原住民委员会正式调查加拿大原住民与加拿大政府及整个加拿大社会的关系。最终的调查报告于1996年发布，政府随之在1998年发表和解声明，成立原住民疗愈基金会。
2008年，时任总理史蒂芬·哈珀就印第安寄宿学校制度，代表加拿大政府道歉，并宣布成立加拿大真相与和解委员会，找出印第安寄宿学校所发生的事情。委员会于2015年发表最终报告，认定寄宿学校制度是针对加拿大第一民族的“文化灭绝行为”。
真相与和解委员会认为寄宿学校干扰了家长向子女传授原住民语言的能力，导致70%的加拿大原住民语言频临灭绝。而寄宿学校制度故意提供劣质教育，导致加拿大的原住民人口受教育程度较低，影响学校成年后的收入，影响他们子女及孙辈的教育成果，使得他们通常成长在低收入家庭。寄宿学校幸存者在校遭受性及身体层面的虐待，终年患上创伤，一般也将这些创伤和虐待行为传递给子女及孙辈，危害持续至今。

## 历史

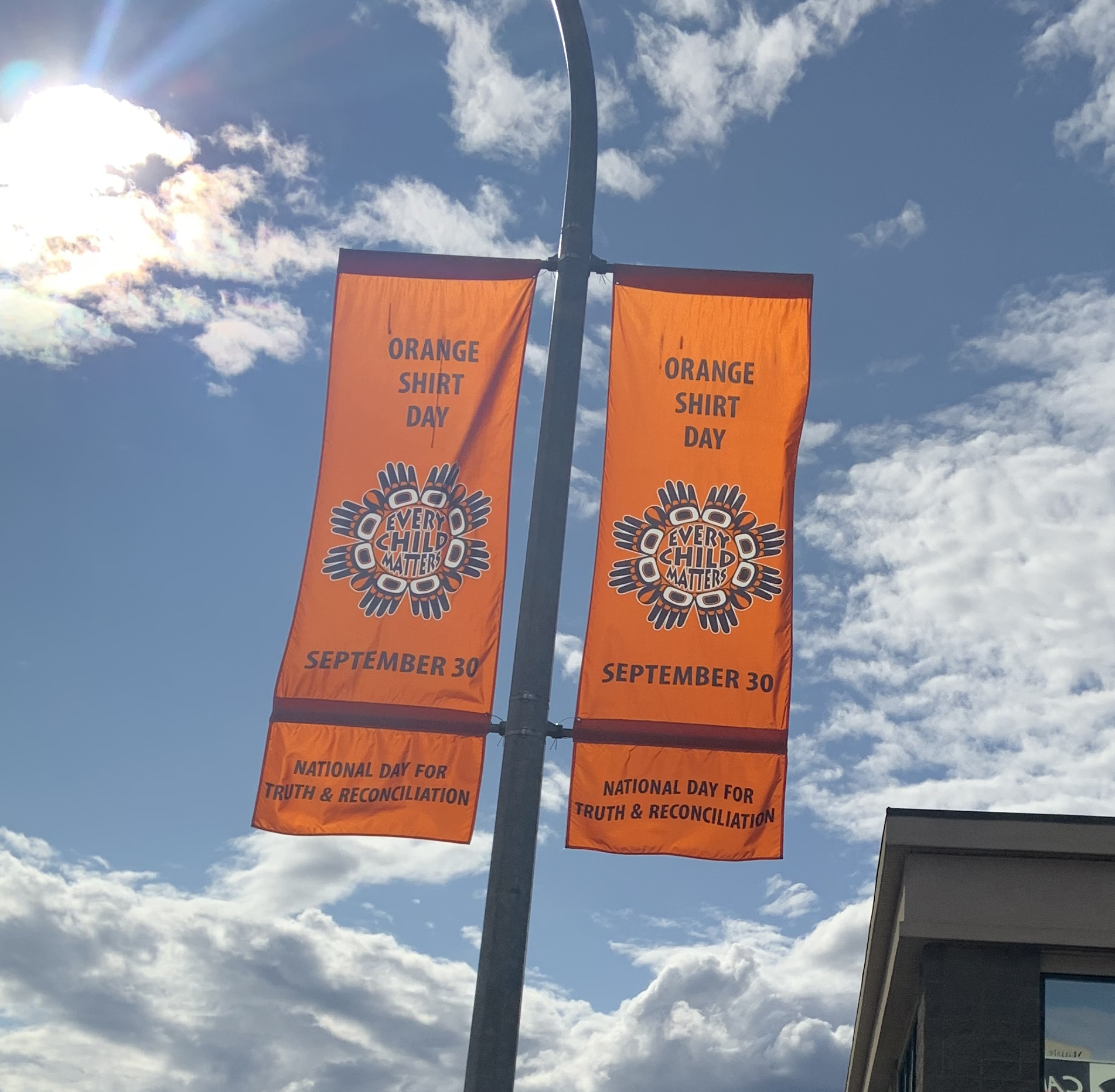
2021年加拿大一城镇宣传橙衣日的标语。

橙衣日灵感源于寄宿学校幸存者菲丽斯·杰克·韦伯斯塔德2013年春在不列颠哥伦比亚省威廉姆斯湖的圣若瑟传道寄宿学校纪念项目暨聚会（St. Joseph Mission Residential School Commemoration Project and Reunion）中分享的故事。菲利斯回忆起六岁那年到寄宿学校上学的第一天，衣服被人脱光，之后再也没有还给她，其中包括奶奶给她的一件崭新的橙色衬衣。橙色衬衣从此象征寄宿学校制度剥夺原住民学生身份。时至今日，橙衣日仍作为圣若瑟传道学校项目的遗产而存在，每年活动时间定在9月30日。历史上，原住民儿童在每年那一天会被从家中被带到寄宿学校。活动口号为“每个孩子都很重要”（Every Child Matters），提醒加拿大人所有民族的文化经历都很重要。
社会鼓励学校讲授寄宿学校及其在原住民同化政策中提起的角色，菲丽斯的经历会被特别提到。部分社区会举行纪念步行、电影放映及公开讲座等活动，唤起大众关注原住民历史。相应地，全加拿大的学校董事会使用这一活动向学生讲授寄宿学校制度的历史。

### 政府认可
2017年，加拿大原住民事务部长費普真与原住民关系与北方地区事务部长卡羅琳·貝內特鼓励全国民众参与纪念及教育活动。
2018年，加拿大文化遗产部宣布计划设立法定假日纪念寄宿学校造成的影响，其中9月30日是计划中的日期。加拿大下议院议员乔治娜·朱利波伊斯向下议院递交私人草案，提议将橙衣日定为活动日期，但法案在下一次选举到来前未能送至上议院。
2020年9月29日，加拿大遗产部长史蒂文·吉尔博在后续议会会议中提出新法案，建议将橙衣日定位加拿大法定节假日，类似乔治娜之前的提议。新假期正式名称为“全国真相与和解日”。2021年5月28日，坎卢普斯印第安寄宿学校旧址的一处无名冢出土215具学生遗骸，下议院各政党随之为法案大开绿灯，一致同意通过法案。法案六天后在上议院得到同意，2021年6月3日获得御准。

### 电视
2020年10月11日，加拿大广播公司电视与原住民族電視網并机播出國家真相與和解中心制作的特别节目《每个孩子都重要：教育大和解》（Every Child Matters: Reconciliation Through Education），突出多位寄宿学校幸存者的故事，纪念橙衣日。节目在2021年的第9届加拿大影视大奖获得两项提名，包括最佳儿童或青年非虚构节目或电视剧集最佳真实节目或电视剧剪辑。

## 官方衬衫
参与橙衣节筹备的人士成立了橙衣协会（Orange Shirt Society），总部设在不列颠哥伦比亚的威廉姆斯湖。协会每年都会上架官方的橙衣日衬衫（Orange Shirt Day T-shirt），由原住民艺术家设计，上面印有口号“每个孩子都很重要”。衣服销售收入由橙衣协会收取。
2017年，官方的橙色衬衣供不应求。为此，各个社区纷纷推出自己的衬衣，其中一款由设计师凯利·纽曼（Carey Newman）设计的衣服不到两天便售罄。凯利在设计中纪念了就读于寄宿学校的父亲。
橙衣协会之后批准其他原住民艺术家设计橙衣。根据协会政策，他们将保留橙衣日的版权，其他组织或人士可以自行制作衬衣，前提是将部门营收捐给橙衣协会或其他原住民慈善机构及事业，并达到他们网站所列的技术要求。

## 延伸阅读
- Webstad, Phyllis. 2018. The Orange Shirt Story: The True Story of Orange Shirt Day, edited by E. Bullen. Victoria, BC: Medicine Wheel Education. ISBN 0993869491. ASIN 0993869491.
- Orange Shirt Society. 2020. Orange Shirt Day, edited by  P. Webstad and J. Sorley. Victoria, BC: Medicine Wheel Education. ISBN 978-1-989122-43-3. ASIN 1989122434. Lay summary （页面存档备份，存于）.
- Antoniades, Helen. September 27, 2018. "Butterfly Books Recommends: Two Picture Books for Orange Shirt Day （页面存档备份，存于）." Butterfly Books.
- "17 books to read for Orange Shirt Day （页面存档备份，存于）." CBC Books. CBC/Radio-Canada.
- "Books for Orange Shirt Day （页面存档备份，存于）." 49th Shelf. 2017.
- "Orange Shirt Day Booklist! （页面存档备份，存于）" University of Manitoba Press. October 18, 2018.
- "Orange Shirt Day Reading List （页面存档备份，存于）." Canadian Children's Book Centre.